# Kenan Ormanlar
Kenan Ormanlar (* 17. Juni 1937 in Skopje, Jugoslawien; † 17. März 2015 in Istanbul) war ein in Deutschland lebender Kameramann türkischer Herkunft.

## Leben und Werk
Ormanlar wuchs in Istanbul auf. In Deutschland lebte er seit den frühen 1960er-Jahren. Er gehörte zu den ersten Absolventen der Hochschule für Fernsehen und Film München (HFF), studierte aber auch am Deutschen Institut für Film und Fernsehen (DIFF) und am FOF. Anfang der 1970er-Jahre spielte er eine der Nebenrollen in dem deutschen Softcore-Streifen Jodeln is ka Sünd (1974) von Ulli Lommel.
Als Kameramann fotografierte Ormanlar später international erfolgreiche, zum Teil preisgekrönte Filme wie Erden Kirals Eine Saison in Hakkari (1983) oder At (1982) von Ali Özgentürk. Daneben war er als Produzent und Macher deutscher und türkischer Kinofilme mit eigener Produktionsfirma in München tätig sowie als Drehbuchautor. Ormanlar gab überdies zahlreiche Filmseminare für junge Filmemacher. Von 1975 bis 1991 war er Gastdozent an der HFF München.

## Filmographie
- 1974: Die Armen (Zavallilar)
- 1974: Lebensangst (Endise)
- 1982: At – Mein Pferd (At)
- 1983: Eine Saison in Hakkari (Hakkari'de Bir Mevsim)
- 1984: Der Spiegel (Ayna)
- 1987: Aufbrüche
- 1993: Das Blaue Exil (Mavi Sürgün) (auch Produktion und Drehbuch)
- 2005: Die Pseudo-Braut (Egreti Gelin)